# Romlux
Romlux Târgoviște este o companie producătoare de surse de iluminat și accesorii pentru acestea din România.
În anul 2004, Romlux a avut vânzări de 4,4 milioane de euro.